# Marcel Chevalier
Pour les articles homonymes, voir Marcel Chevalier (homonymie) et Chevalier.
 (janvier 2018).
Si vous disposez d'ouvrages ou d'articles de référence ou si vous connaissez des sites web de qualité traitant du thème abordé ici, merci de compléter l'article en donnant les références utiles à sa vérifiabilité et en les liant à la section « Notes et références ».
Marcel Chevalier, né le 28 février 1921 à Montrouge et mort le 8 octobre 2008 à Vendôme, est un bourreau français, qui fut le dernier « exécuteur en chef des arrêts criminels de la République française » (un euphémisme désignant la personne chargée de faire tomber le couperet de la guillotine dans cette juridiction).

## Biographie

### Le meilleur ouvrier de France
En 1934, Marcel Chevalier, alors âgé de 13 ans, commence à exercer le métier d'imprimeur typographe. Excellant dans ce dernier, il se voit remettre la médaille d'or de Meilleur ouvrier de France par l'hebdomadaire Paris Match.

### L'adjoint de2eclassedu bourreau
En 1946, lors d'une sortie au parc du château de Fontainebleau, il fait la connaissance de Marcelle Obrecht (1925-2017), qu'il épouse en juin 1947. C'est par son biais qu'il commence sa carrière de bourreau. En effet, celle-ci est parente de l'exécuteur en chef Jules-Henri Desfourneaux et de son prédécesseur Anatole Deibler. En 1951, Marcel Chevalier postule pour un emploi d'exécuteur-adjoint, mais n'est pas engagé. Toutefois, en 1958, son demi-oncle par alliance, André Obrecht, devenu entre-temps exécuteur en chef, lui fait obtenir la place souhaitée. C'est ainsi que de 1958 à 1976, il assiste à l'exécution de 43 condamnés à mort (19 de droit commun et 24 membres du FLN). 

### L'exécuteur en chef des arrêts criminels
Bien que n'appréciant pas sa tendance à se mettre en avant et son comportement pas toujours exemplaire, Obrecht, âgé de 77 ans et souffrant de la maladie de Parkinson, le recommande à sa succession en raison des liens familiaux qui les unissent. C'est ainsi que le 29 septembre 1976, un arrêté du ministère de la Justice paraphé par le directeur des affaires criminelles et des grâces, Christian Le Gunehec, le nomme « exécuteur en chef des arrêts criminels de la République française » à compter du 1er octobre pour une durée de 3 ans renouvelable.
C'est en cette qualité qu'il procède à la décapitation de Jérôme Carrein à la prison de Douai, le 23 juin 1977, et de Hamida Djandoubi à la prison des Baumettes à Marseille, le 10 septembre de la même année. Djandoubi est le dernier guillotiné de France, ainsi que le dernier criminel exécuté en Europe occidentale . Lors de ces deux exécutions, Chevalier se fait assister par son fils Éric (1953-2018) en vue de le former à une éventuelle succession.

### Vie après l'abolition de la peine de mort
Il prend sa préretraite de moniteur-copiste en industrie graphique à l'imprimerie de l'Édition et de l'Industrie dans sa ville natale de Montrouge.
Il se retire à Charray, un petit village de la Beauce, et meurt le 8 octobre 2008 à la clinique du Saint-Cœur, à Vendôme. Il est enterré dans le caveau familial au cimetière de Charray.